# ミュージックグループ
ミュージックグループは、ベリンガー、マイダス、クラークテクニック、ブゲラ、タンノイ、TC Electronic等を擁する持株会社、音響機器メーカーである。

## 沿革
フィリピン共和国マカティに拠点を置く。ベリンガー社の創設者であるユーリ・ベリンガーにより設立。業界では比較的新興勢力であるが、2009年には音響業界で歴史のあるクラークテクニックやマイダスを買収、2012年にはターボサウンドを買収、2015年にはTCグループを買収した。2017年、「Music Tribe (ミュージックトライブ)」に企業名を変更。2021年にはイギリスのAston Microphonesを買収。

## ブランド
- Midas (マイダス)
- Klark Teknik (クラークテクニック)
- Behringer (ベリンガー)
- Bugera (ブゲラ)
- Turbosound (ターボサウンド)
- TC Electronic (ティーシーエレクトロニック)
- TC Helicon (ティーシーヘリコン)
- Lake (レイク)
- Lab.gruppen (ラブグルッペン)
- Tannoy (タンノイ)
- CoolAudio (クールオーディオ)
- EUROCOM (ユーロコム)
- Aston Microphones (アストンマイクロフォンズ)